# 越後岩沢駅
越後岩沢駅（えちごいわさわえき）は、新潟県小千谷市大字岩沢にある、東日本旅客鉄道（JR東日本）飯山線の駅である。

## 歴史
- 1927年（昭和2年）
  - 6月15日：十日町線・越後川口 - 越後岩沢間開業の際に開設[1][2]。
  - 11月25日：十日町線・越後岩沢 - 十日町間開業[3]。
- 1944年（昭和19年）6月1日：十日町線を飯山線に改称[3]。
- 1976年（昭和51年）7月1日：貨物の取り扱いを廃止[2]。
- 1983年（昭和58年）3月：駅長を置かない特定駅に移行[4]。
- 1984年（昭和59年）2月1日：荷物の扱いを廃止[2]。
- 1987年（昭和62年）4月1日：国鉄分割民営化により、東日本旅客鉄道の駅となる[2]。
- 1992年（平成4年）10月1日：閉塞の取り扱いを中止。
- 1995年（平成7年）3月15日：無人化[5]。

## 駅構造
越後川口方面に向かって左側にある単式ホーム1面1線を有する地上駅である。以前はさらに島式ホーム1面2線を有しており計2面3線の構造であったが、現在は島式ホームが廃止されており、列車交換ができない。
駅舎は開業当時からのもので、外壁を改装している。無人駅である（十日町駅管理）。

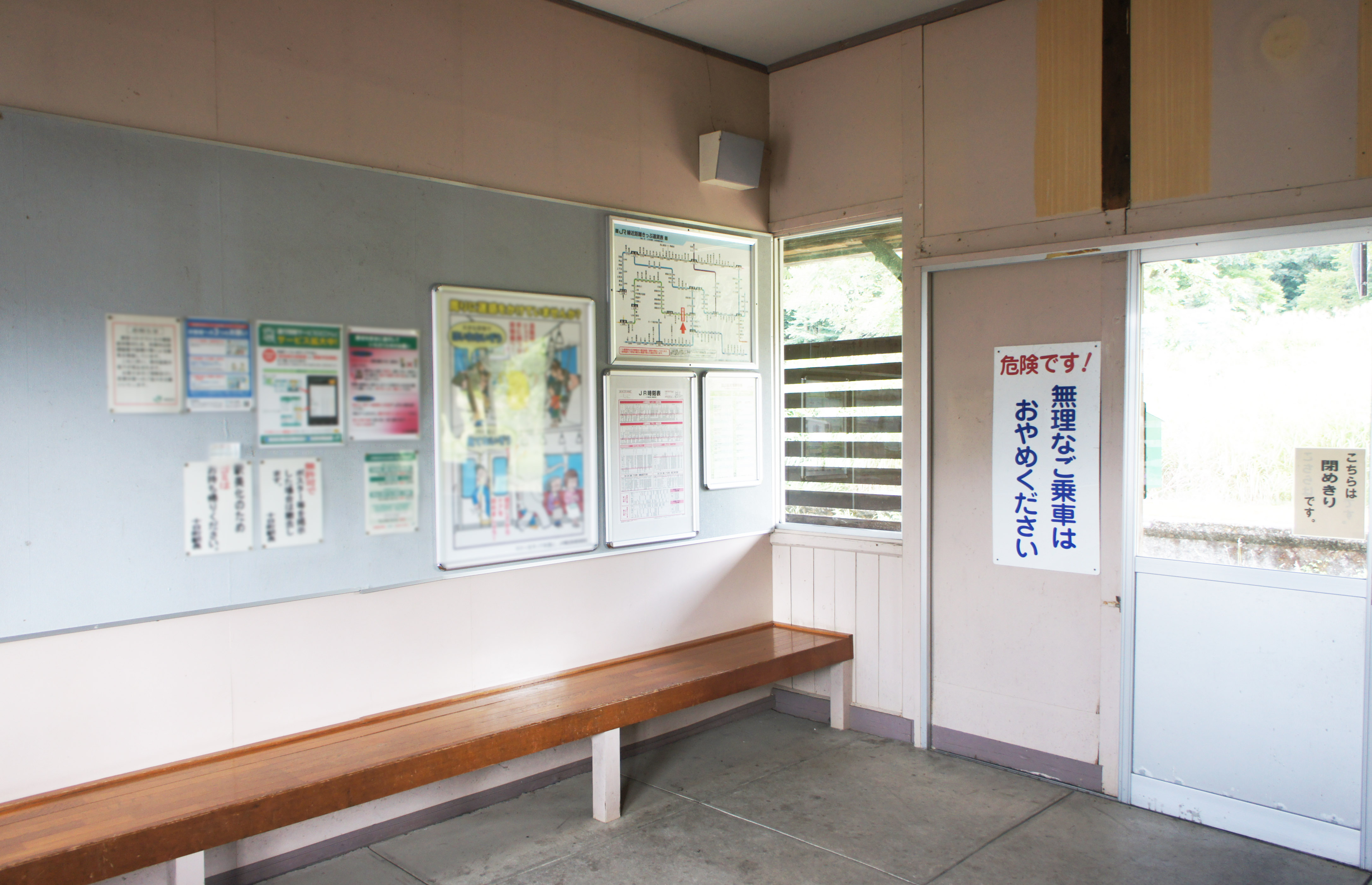
待合室（2021年9月）
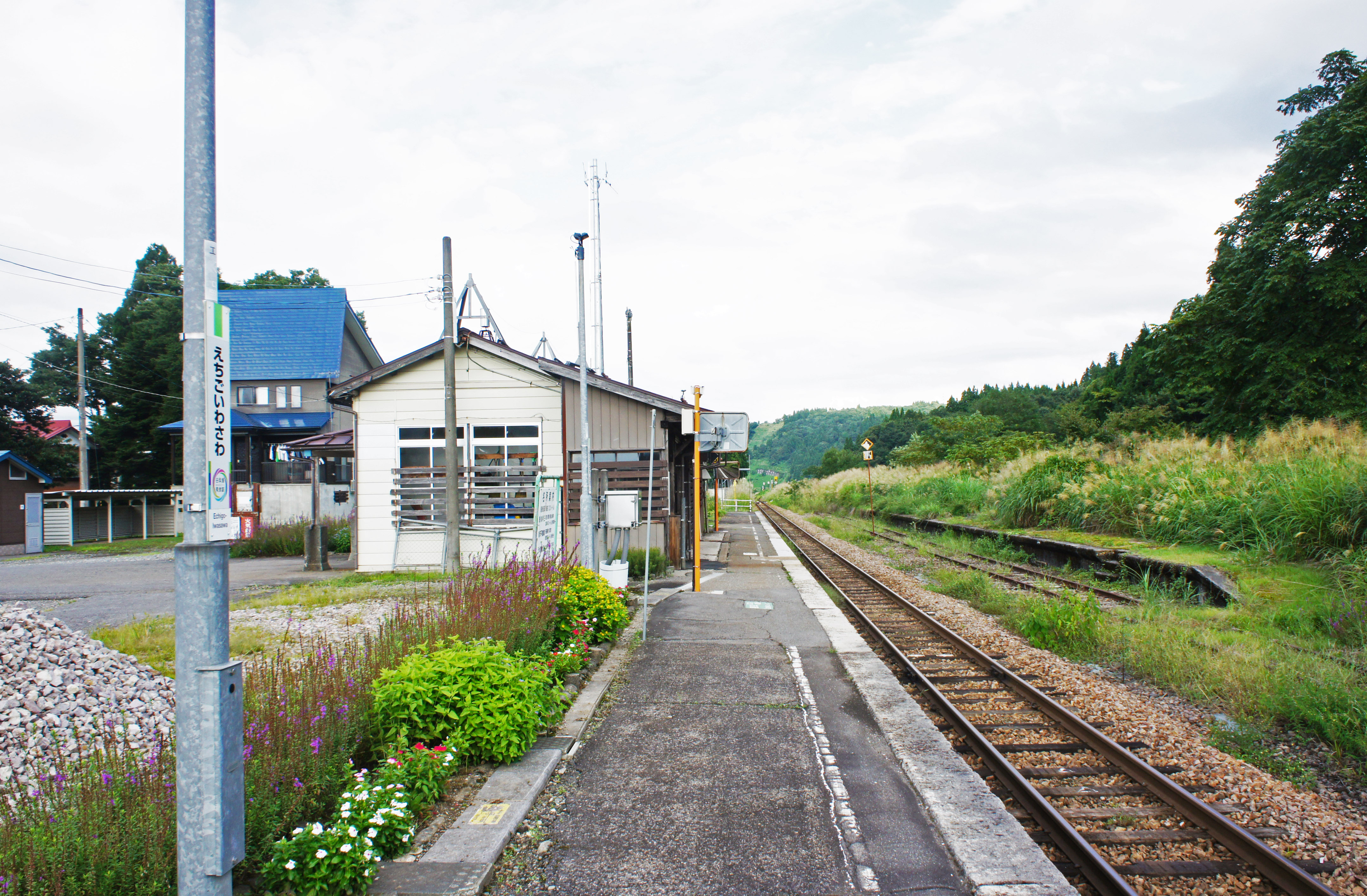
ホーム（2021年9月）

## 駅周辺
- 南部スポーツ広場[1]
- JA魚沼 小千谷南部プラザ店[7]
- 国道117号

## バス路線
「岩沢駅前」停留所にて、越後交通が運行する路線バスが発着する。
- 十日町車庫行
- 長岡駅前行
- 小千谷車庫行

## 隣の駅
東日本旅客鉄道（JR東日本）
■飯山線
下条駅 - 越後岩沢駅 - 内ケ巻駅